# Carl Friedrich Wilhelm Müller

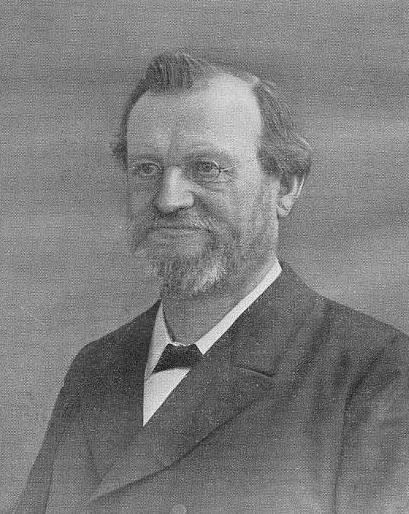
Carl Friedrich Wilhelm Müller

Carl Friedrich Wilhelm Müller (* 22. Februar 1830 in Magdeburg; † 1. Juni 1903 in Breslau) war ein deutscher Klassischer Philologe.

## Leben
C. F. W. Müller besuchte bis zum 25. März 1850 das Gymnasium Unserer Lieben Frau zu Magdeburg und studierte anschließend in Königsberg Klassische Philologie. Die Lehramtsprüfung legte er im Mai 1854 ab. Bereits am 30. August 1854 folgte die Promotion mit der Dissertation De ritibus ac caerimoniis, quibus Graeci commercia publica, foedera belli, pacisque sanxerunt, deque vocabulis iuris fetialis propriis. Anschließend arbeitete er als Hilfslehrer in Magdeburg, Stendal und Königsberg, bis er im Herbst 1858 als fünfter ordentlicher Lehrer am Friedrichs-Kollegium zu Königsberg angestellt wurde.
Zu Ostern 1863 wechselte er als zweiter Oberlehrer an das Gymnasium zu Landsberg an der Warthe, im Herbst 1865 als Gymnasialprofessor an das Joachimsthalsche Gymnasium zu Berlin. Im Herbst 1872 wurde er zum Direktor des Johannes-Gymnasiums zu Breslau ernannt, wo er bis zu seinem Eintritt in den Ruhestand am 1. Oktober 1897 wirkte. Außerdem wirkte Müller vom 10. Februar 1896 bis zu seinem Tode an der Universität Breslau als ordentlicher Honorarprofessor für Klassische Philologie.
Müllers Forschungsarbeit konzentrierte sich auf die lateinische Grammatik, Prosodie und Stilistik. Er veröffentlichte unter anderem Monografien und kritische Ausgaben zu Cicero, Plautus und Plinius dem Jüngeren. Seine Schriften wurden noch im 20. Jahrhundert unverändert nachgedruckt.

## Schriften
- mit Gustav Landgraf, Heinrich Blase, Friedrich Stolz, Josef Golling: Historische Grammatik der Lateinischen Sprache, 3 Bände, Teubner 1894 bis 1903 (mit Supplement 1908)